# Kim Myong-soo
Kim Myong-soo – północnokoreański zapaśnik w stylu wolnym. Wicemistrz Azji w 1989  roku.